# سد زیا
سد زیا (روسی: Зейское водохранилище) یک سد بر روی رود زیا در نزدیکی شهر زیا در استان آمور کشور روسیه است.